# Spalax golani
Spalax golani (Сліпак голанських висот) — вид роду сліпак (Spalax) родини сліпакові (Spalacidae).

## Проживання
Країни проживання: Ізраїль.